# 関澤あすか
関澤 あすか（せきざわ あすか、1993年8月12日 - ）は、石川県小松市出身の元ハンドボール選手。

## 経歴
小松市立高等学校時代は2009年に日本代表U-16に選出。
2011年は第11回女子ジュニアアジア選手権の日本代表U-20に選出された。
高校卒業後は筑波大学へ進学し、2012年に第18回女子ジュニア世界選手権の日本代表U-20に選出。
2014年は関東学生ハンドボール・春季リーグで優秀選手賞を受賞した。
2015年は春季リーグで最優秀選手賞を受賞し、秋季リーグでは優秀選手賞を受賞。
2016年2月に日本ハンドボールリーグのソニーセミコンダクタへ加入。
2017-18年シーズン終了後に現役引退を発表した。

## 詳細情報

### 年度別成績
| 年       | チーム   | 試合 | FS 阻止 | 率   | 7m 阻止 | 率   |
| -------- | -------- | ---- | ------- | ---- | ------- | ---- |
| 2015-16  | ソニー   | 2    | 0/0     | -    | 0/1     | .000 |
| 2016-17  | ソニー   | 18   | 17/40   | .425 | 0/9     | .000 |
| 2017-18  | ソニー   | 24   | 3/15    | .200 | 1/12    | .083 |
| JHL：3年 | JHL：3年 | 44   | 20/55   | .364 | 1/22    | .045 |

- 各年度の太字はリーグ最高

### 背番号
- 22 (2016年 - 2018年)